# Piercing du téton
 (mars 2015).
- Si vous ne connaissez pas le sujet, laissez ce bandeau (vous pouvez alors contacter les auteurs).
- Si vous supprimez le contenu mis en cause (vous pouvez préalablement contacter les auteurs),

argumentez précisément cette suppression dans la page de discussion
(un manque de référence n'est pas un argument ; une recherche réelle de référence doit avoir été effectuée, être formellement documentée).
|                           |  |                           |
| Piercing du téton (femme) |  | Piercing du téton (homme) |

Le piercing des tétons est un piercing, généralement situé à la base du mamelon. 
Le téton peut être percé selon n'importe quel angle, mais il est souvent orienté à l’horizontale ou, plus rarement, dans le sens vertical. Il est également possible de placer plusieurs piercings l’un au-dessus de l'autre.
Un piercing du téton cicatrise généralement en deux à quatre mois. Certains disent que le délai de cicatrisation complète peut se prolonger jusqu'à un an et demi. Il est recommandé, en cas d’étirement du piercing du mamelon, que la personne qui a été percée attende au moins la fin de la cicatrisation des piercings avant tout étirement.

## Rejet des bijoux
Le mamelon est suffisamment charnu pour pouvoir percer la chair profondément sous la peau, afin de prévenir tout risque de rejet. Toutefois, si le diamètre des bijoux est trop faible ou le piercing pas assez profond au départ, il existe un risque de rejet. Une allergie aux métaux pourrait être une cause de rejet. L’infection et / ou l’excès de traction ou de manipulation du piercing pourraient également provoquer un rejet.

## Histoire
La perforation du téton dans le but d’insérer un bijou a été pratiquée par différentes populations à travers l'histoire. Le piercing du mamelon chez l’homme a été observé chez les indiens Karankawas.
Les premières observations de piercings du mamelon dans la culture occidentale remontent au XIVe siècle. À cette époque est apparue la mode des décolletés  profonds. Souvent, même les mamelons étaient exposés aux regards par ces robes largement ouvertes sur les seins. La reine Isabeau de Bavière a été la première à faire percer un mamelon, dans l’intention d’exhiber sa poitrine et  à des fins décoratives.
Des années plus tard, au cours de l’époque victorienne pendant la période s’étendant autour de 1890, la mode a de nouveau évolué. Il est devenu courant de se percer les tétons pour porter les Anneaux De Sein, de petits anneaux avec des diamants ou des chaînes en or. Avant que cette tendance se popularise, elle était essentiellement pratiquée par les classes supérieures.
À la fin des années 1970, la mode a été relancée par Jim Ward, propriétaire de la boutique de piercing Gauntlet à Hollywood. L’énorme succès de cette pratique est en partie dû aux célébrités qui ont arboré publiquement leurs piercings ou avoué en porter un, tels que Tommy Lee ou Lenny Kravitz. La vogue du piercing des mamelons a beaucoup progressé au cours des dernières années, du fait que de nombreuses célébrités, ainsi que des mannequins portent ce type de piercing.

## Piercing des mamelons et allaitement
Une interrogation fréquente pour les femmes qui envisagent de se faire percer les mamelons est la question des conséquences éventuelles du piercing sur l’allaitement. Il n'existe aucune preuve suggérant que le piercing des mamelons pourrait entraîner des complications, en cas de lactation. Toutefois, il est recommandé d’assurer des soins attentifs pour prévenir l'infection après la réalisation du piercing par un professionnel compétent. Des piercing répétés trop fréquemment peuvent également endommager le mamelon et provoquer des complications. Il est également recommandé d’attendre que le piercing soit guéri avant d’allaiter. La plupart des professionnels du piercing refusent de percer les mamelons d’une femme enceinte pour cette raison et aussi parce que le piercing est susceptible de générer un stress qui pourrait être responsable de complications pour la grossesse.
Plusieurs complications dues à la présence du piercing ont été constatées pendant l’allaitement, il est donc recommandé de retirer les bijoux du mamelon avant de donner le sein à téter. Parmi les complications résultant de la succion de mamelons où des bijoux sont insérés on peut noter un mauvais positionnement pour la tétée, des vomissements, des troubles de déglutition et des fuites de lait de la bouche du bébé. Il peut aussi constituer un risque d’étouffement pour le bébé. Si un bébé suce, l’extrémité d’un barbell (s’il est usé) le bijou pourrait se détacher, et s’introduire dans la gorge du bébé (un anneau captif à billes, correctement inséré, permettrait de réduire le risque de perte, de chute et de passage dans les voies respiratoires). Les gencives, la langue du bébé, ainsi que le palais osseux et les parties molles peuvent être blessés par les bijoux.
Le plus raisonnable, et le plus simple, reste de retirer le bijou avant l'accouchement, et de refaire le piercing une fois l'enfant sevré.

## Matières
Les anneaux à tétons sont généralement métalliques ou caoutchoutés (comparables aux extrémités de cordons à lunettes). Cependant, c'est le titane qui est le plus utilisé pour sa qualité hors pair. Dans les catalogues de perceurs, on trouve également des bijoux en or, agrémentés au besoin de pierres...

## Formes

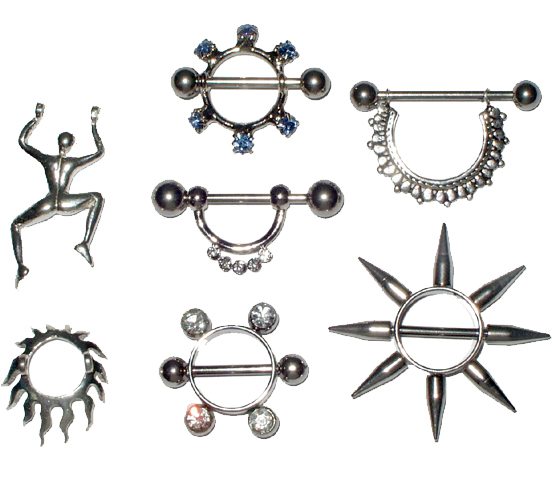
Plusieurs formes différentes d'anneaux à tétons.

Les modèles de fixation autant que les formes sont divers. De l'anneau simple pour piercing, aux formes sophistiquées (couvrant l'aréole de délicates arabesques par exemple), en passant par des élastiques ; ils peuvent être associés à des chaînettes, chaînes, ou autres colliers.
Certains modèles comportent des suspensions diverses (gemmes, verroterie, poids).

## Adeptes célèbres de ce piercing
- Le piercing du mamelon a suscité une attention considérable de la part des médias après le Super Bowl XXXVIII, au cours duquel Justin Timberlake a accidentellement dévoilé le sein droit de Janet Jackson sur lequel elle portait un nipple shield fixé sur un piercing. Cet incident a été appelé ironiquement le Nipplegate.
- Nicole Richie a déclenché une alarme à l'aéroport de Reno, en passant devant un détecteur de métal avec ses piercings des tétons[4].
- La chanteuse P!nk s’est fait percer un téton dans les coulisses, après un concert qu'elle avait donné en Allemagne, en présence de sa mère. La scène a été filmée et ensuite diffusée sur son Live DVD en Europe[5].
- Christina Aguilera a enlevé tous ses piercings, ne conservant que le piercing de son mamelon droit. Elle était célèbre auparavant pour ses nombreux piercings[6].